# Commonwealth Games 2018/Ringen
Bei den Commonwealth Games 2018 in Gold Coast, Australien, fanden vom 12. bis 14. April 2018 im Ringen 12 Wettbewerbe statt, davon jeweils sechs für Männer und für Frauen. Austragungsort war das Gold Coast Sports and Leisure Centre.
Erfolgreichste Nation war Indien mit fünf Gold-, drei Silber- und vier Bronzemedaillen.

## Männer Freistil

### Klasse bis 57 kg
| Platz | Land | Sportler           |
| ----- | ---- | ------------------ |
| 1     | IND  | Rahul Aware        |
| 2     | CAN  | Steven Takahashi   |
| 3     | PAK  | Muhammad Bilal     |
| 3     | NGR  | Ebikewenimo Welson |

Finale: 12. April 2018

### Klasse bis 65 kg
| Platz | Land | Sportler        |
| ----- | ---- | --------------- |
| 1     | IND  | Bajrang Punia   |
| 2     | WAL  | Kane Charig     |
| 3     | ENG  | Charlie Bowling |
| 3     | NGR  | Amas Daniel     |

Finale: 13. April 2018

### Klasse bis 74 kg
| Platz | Land | Sportler      |
| ----- | ---- | ------------- |
| 1     | IND  | Sushil Kumar  |
| 2     | RSA  | Johanes Botha |
| 3     | WAL  | Curtis Dodge  |
| 3     | CAN  | Jevon Balfour |

Finale: 12. April 2018

### Klasse bis 86 kg
| Platz | Land | Sportler       |
| ----- | ---- | -------------- |
| 1     | PAK  | Muhammad Inam  |
| 2     | NGR  | Melvin Bibo    |
| 3     | ENG  | Syerus Eslami  |
| 3     | IND  | Somveer Kadian |

Finale: 14. April 2018

### Klasse bis 97 kg
| Platz | Land | Sportler           |
| ----- | ---- | ------------------ |
| 1     | CAN  | Martin Erasmus     |
| 2     | IND  | Mausam Khatri      |
| 3     | CYP  | Alexios Kaouslidis |
| 3     | CAN  | Jordan Steen       |

Finale: 13. April 2018

### Klasse bis 125 kg
| Platz | Land | Sportler     |
| ----- | ---- | ------------ |
| 1     | IND  | Sumit Malik  |
| 2     | CAN  | Korey Jarvis |
| 3     | PAK  | Tayab Raza   |

Finale: 14. April 2018

## Frauen Freistil

### Klasse bis 50 kg
| Platz | Land           | Sportlerin        |
| ----- | -------------- | ----------------- |
| 1     | IND            | Vinesh Phogat     |
| 2     | CAN            | Jessica MacDonald |
| 3     | nicht vergeben | nicht vergeben    |

Finale: 14. April 2018

### Klasse bis 53 kg
| Platz | Land | Sportlerin    |
| ----- | ---- | ------------- |
| 1     | CAN  | Diana Weicker |
| 2     | IND  | Babita Kumari |
| 3     | NGR  | Bose Samuel   |

Finale: 12. April 2018

### Klasse bis 57 kg
| Platz | Land | Sportlerin         |
| ----- | ---- | ------------------ |
| 1     | NGR  | Odunayo Adekuoroye |
| 2     | IND  | Pooja Dhanda       |
| 3     | CAN  | Emily Schaefer     |

Finale: 13. April 2018

### Klasse bis 62 kg
| Platz | Land | Sportlerin       |
| ----- | ---- | ---------------- |
| 1     | NGR  | Aminat Adeniyi   |
| 2     | CAN  | Michelle Fazzari |
| 3     | IND  | Sakshi Malik     |

Finale: 14. April 2018

### Klasse bis 68 kg
| Platz | Land | Sportlerin         |
| ----- | ---- | ------------------ |
| 1     | NGR  | Blessing Oborududu |
| 2     | CAN  | Danielle Lappage   |
| 3     | IND  | Divya Kakran       |

Finale: 13. April 2018

### Klasse bis 76 kg
| Platz | Land | Sportlerin         |
| ----- | ---- | ------------------ |
| 1     | CAN  | Erica Wiebe        |
| 2     | NGR  | Blessing Onyebuchi |
| 3     | ENG  | Georgia Nelthorpe  |
| 3     | IND  | Kiran Bishnoi      |

Finale: 12. April 2018

## Medaillenspiegel
| Platz | Land      | Gold | Silber | Bronze | Gesamt |
| ----- | --------- | ---- | ------ | ------ | ------ |
| 1     | Indien    | 5    | 3      | 4      | 12     |
| 2     | Nigeria   | 3    | 2      | 3      | 8      |
| 3     | Kanada    | 2    | 5      | 3      | 10     |
| 4     | Südafrika | 1    | 1      | —      | 2      |
| 5     | Pakistan  | 1    | —      | 2      | 3      |
| 6     | Wales     | —    | 1      | 1      | 2      |
| 7     | England   | —    | —      | 3      | 3      |
| 8     | Zypern    | —    | —      | 1      | 1      |